# Кастелло, Кастелли
Кастелло, Кастелли (итал. Castello, Castelli) — под такой фамилией (сastello — замок, цитадель, крепость) известны многие архитекторы, живописцы, декораторы. Настоящая фамилия выдающегося архитектора итальянского барокко Франческо Борромини: Франческо Кастелли. Такую же фамилию носили многие представители семей архитекторов и живописцев из Ломбардии, Комо, Тичино.
Архитектор Франческо да Кастелло (Francesco da Castello) в 1495—1533 годах работал на строительстве церкви Санта-Мария-ин-Органо в Вероне.
Франческо да Кастелло, или Франс де Кастил (нидерл. Frans Van de Casteele; 1540, Брюссель — 23 октября 1621, Рим), — фламандско-итальянский живописец и художник-миниатюрист. Писал алтарные картины для церквей в Витербо, Риме и Порт-Торрес на о. Сардиния. Он также был мастером иллюминированных рукописей. Скончался в возрасте 80 лет в Риме.
У Франческо да Кастелло было два сына: Пьетро, изучал медицину и практиковал в Палермо, и Микеле (Michele Castello, (1588 —28 октября 1636) — как и его отец, художник-миниатюрист и мастер алтарных картин. Племянница Франческо — Маддалена Корвина (Maddalena Corvina; (1607—1664) — живописец и гравёр, училась у своего дяди. Жила и работала в Риме. Писала портретные миниатюры по заказам семьи Медичи.
Бернардо Кастелли (1557—1629), живописец, был известным представителем большой семьи художников из Генуи. Его сын — Валерио (1624—1659) — живописец итальянского маньеризма, декоратор интерьера. Работал под влиянием Перино дель Вага, Корреджо и А. Ван Дейка. Брат Бернардо — Джованни-Баттиста Кастелло (? — 1637), по прозванию «Genoves» (Генуэзец) — живописец-миниатюрист и ювелир.
Джованни ди Бенедетто да Кастелло Бандини (1540—1599) — скульптор итальянского маньеризма из Флоренции, был при жизни более известен под прозваниями Джованни даль Опера (итал. Opera — произведение, постройка), или «дель Дуомо» (итал. Duomo — Собор, здание).
Джованни Баттиста Кастелло из Бергамо по прозванию «Бергамаско» (1526—1569) был архитектором, живописцем и лепщиком-декоратором. Последние годы жизни работал в Испании, в Мадриде.
Маттео Кастелли (? — 1658) — архитектор и скульптор из Лугано, тессинского кантона итальянской Швейцарии. С 1614 года он работал в Кракове и Варшаве. По одной из версий отождествляется со скульптором Маттео Кастелли, несколько ранее работавшим в Риме. Другой Маттео Кастелли (или Маттео Джованни да Кастелло), родом из городка Кастелло (неясно из какого, поскольку под таким названием имеется множество селений по всей Италии), в 1570—1580-х годах работал архитектором в Риме. Возможно, именно он известен под именем Маттео Бартолини (1530—1597) из Читта-ди-Кастелло в Перудже (Умбрия). Архитектор работал в стиле барокко и скончался в Риме.
Под фамилией Кастелли в XIX веке известен немецкий живописец итальянского происхождения Антон Готтлоб Кастелли (1805—1849), «дрезденский романтик», выпускник Академии художеств в Дрездене, ученик К. К. Фогеля фон Фогельштайна. В 1835—1836 годах работал в Италии. Известны и многие другие художники под фамилией Кастелли, или Кастелло.